# 苏埃拉·默希利
苏埃拉·默希利（1994年1月28日—），阿尔巴尼亚女子高山滑雪运动员，生于发罗拉。她代表阿尔巴尼亚参加了索契冬奥会，成为首位代表阿尔巴尼亚参加冬季奥林匹克运动会的女运动员。
苏埃拉·默希利三岁时随父母搬家意大利。